# Jorge Ferrer (militar)
Jorge Osvaldo Ferrer (26 de enero de 1933-22 de octubre de 2009) fue un militar argentino con el grado de almirante. Fue jefe del Estado Mayor General de la Armada (JEMGA) desde el 14 de julio de 1989 hasta su relevo el 13 de julio de 1993.

## Carrera
Ingresó a la Escuela Naval Militar en 1950, luego de haber terminado sus estudios secundarios. Egresaría de dicha academia militar en el año 1954 con la jerarquía de guardiamarina, optando por la rama de la Flota de Mar.
En su trayectoria por la Marina de Guerra, prestó sus servicios en diversos destinos y unidades: fue comandante del buque oceanográfico ARA Austral, del destructor ARA Piedrabuena y del portaaviones ARA Veinticinco de Mayo, fue también Agregado Naval a la Embajada Argentina en los Estados Unidos y Jefe de la Misión Argentina en ese país. Durante su estadía en el extranjero recibió por parte del gobierno estadounidense la condecoración de Legión al Mérito en el Grado de Oficial. Con posteioridad fue asignado al frente de la Secretaría General Naval.

### Comandancia de la Armada Argentina
En el año 1989, precisamente en el día 14 de julio, seis días después de que Carlos Menem asumió la presidencia de Argentina, se lo nombró Jefe de Estado Mayor General de la Armada. Durante su discurso de asunción instó a «la reconciliación definitiva. El cierre de viejas heridas y la unión de todo el pueblo argentino». En esa situación Jorge Ferrer se refirió las «profundas convicciones que deseaban fueran guía de su tarea, y en tal sentido dijo que la Armada debe ejercer enérgicamente el poder naval integral de la Nación y propulsar los intereses marítimos argentinos en todos los campos».

#### Guerra del Golfo
Durante la Guerra del Golfo (1991), Argentina fue parte de la coalición internacional que liberó Kuwait de la invasión de Irak, en ese entonces gobernada por el dictador Saddam Hussein. En este contexto, el almirante Ferrer asesoró al gobierno nacional. Argentina realizó el envío de buques de la Armada Argentina, lo que se concretó en dos períodos, con la participación de cuatro buques en total en tareas de control de mar y asistencia humanitaria. Una vez ejecutada exitosamente la operación “Tormenta del Desierto”, la bandera argentina encabezó el desfile de la victoria en la ciudad Nueva York y le valió al país el reconocimiento de «Aliado Extra OTAN», por parte de los Estados Unidos.

#### Polémica y retiro
En una oportunidad, en abril de 1993, manifestó su acatamiento a la decisión del gobierno de rechazar un pedido suyo para destituir a un oficial de la Armada acusado de homosexual. El almirante Jorge Osvaldo Ferrer acató dicha determinación oficial diciendo: «Las Fuerzas Armadas cumplen con los códigos y las leyes vigentes. Si la sociedad establece un cambio de estas normas, también las acataremos»
Jorge Osvaldo Ferrer pasó a situación de retiro efectiva en febrero de 1994. Su sucesor en el cargo de Jefe del Estado Mayor General de la Armada, fue el vicealmirante Enrique Molina Pico, nombrado el 13 de julio de 1993.

#### Apariciones después del retiro
En el mes de septiembre de 1998, ya en situación de retiro, el almirante Jorge Ferrer manifestó públicamente la adhesión de la Armada de la República Argentina a «la reconciliación nacional». «Acompañamos con emoción y cariño las futuras decisiones políticas tendientes a la pacificación nacional».
Jorge Osvaldo Ferrer, junto a los Almirantes retirados Ramón Arosa, Enrique Molina Pico y Emilio José Osses, declararon en favor del entonces capitán de fragata (R) Alfredo Ignacio Astiz en la causa en la que fue enjuiciado por apología del delito, en febrero del 2000. En febrero de 2005 el juez federal Claudio Bonadio ordenó su detención por negarse a declarar en el proceso judicial que se le seguía en España al excapitán de corbeta Adolfo Scilingo. Según dijo entonces el magistrado, el almirante Ferrer, ya retirado, «fue reticente en su declaración como testigo, cuando estaba obligado a decir la verdad».

## Fallecimiento
El almirante (R) Jorge Osvaldo Ferrer falleció el 22 de octubre de 2009 a consecuencia de un paro cardiorrespiratorio.